# Eupithecia zibellinata
Eupithecia zibellinata är en fjärilsart som beskrevs av Hugo Theodor Christoph 1880. Eupithecia zibellinata ingår i släktet Eupithecia och familjen mätare. Inga underarter finns listade i Catalogue of Life.